# 瑙吉塞凯赖什
瑙吉塞凯赖什，是匈牙利索博尔奇-索特马尔-贝拉格州所辖的一个村。总面积10.52平方公里，总人口545，人口密度51.8人/平方公里（2011年1月1日）。